# Петропавлівська районна рада
Петропавлівська районна рада — районна рада Петропавлівського району Дніпропетровської області.
Загальний склад ради: 39 депутатів.

## Керівний склад ради

### Голова
Тарєльнік Віктор Дмитрович 1954 року народження , член Партії регіонів, обраний 26 березня 2006 р. 

### Заступник голови
Прохоров Віталій Миколайович 1962 року народження, обраний 26 березня 2006 р. 